# Sukdal
Sukdal é uma vila no distrito de Barddhaman, no estado indiano de Bengala Ocidental.

## Demografia
Segundo o censo de 2001, Sukdal tinha uma população de 11 785 habitantes. Os indivíduos do sexo masculino constituem 53% da população e os do sexo feminino 47%. Sukdal tem uma taxa de literacia de 74%, superior à média nacional de 59,5%: a literacia no sexo masculino é de 80% e no sexo feminino é de 67%. Em Sukdal, 10% da população está abaixo dos 6 anos de idade.